# والاس وغروميت: الانتقام المر
والاس وغروميت: الانتقام المر (بالإنجليزية: Wallace & Gromit: Vengeance Most Fowl)‏ هو فيلم كوميدي بريطاني متحرك تم إنتاجه عام 2024 من قبل شركة آردمان أنيمشنز وهيئة الإذاعة البريطانية بالتعاون مع نتفليكس، وإخراج نيك بارك وميرلين كروسينغهام. وهو الفيلم السادس من سلسلة والاس وغروميت، والفيلم الطويل الثاني بعد لعنة الأرنب المستذئب عام 2005. ويعرض الفيلم عودة البطريق الشرير فيذرز ماكجرو من فيلم البنطال الخطأ عام 1993، الذي ينتقم من والاس وغروميت من خلال إعادة برمجة قزم حديقتهما الآلي.
تم عرض الفيلم لأول مرة في معهد الفيلم الأمريكي في 27 أكتوبر 2024. وتم بثه على بي بي سي ون و BBC iPlayer في 25 ديسمبر في المملكة المتحدة، ليصبح ثاني أكثر بث مشاهدة في المملكة المتحدة منذ عام 2022، وتم إصداره على نتفليكس دوليًا في 3 يناير 2025.

## الجوائز والترشيحات
| قائمة الجوائز والترشيحات | قائمة الجوائز والترشيحات            | قائمة الجوائز والترشيحات | قائمة الجوائز والترشيحات     | قائمة الجوائز والترشيحات | قائمة الجوائز والترشيحات |
| السنة                    | المهرجان                            | الجائزة                  | المستلم                      | النتجة                   | مرجع                     |
| ------------------------ | ----------------------------------- | ------------------------ | ---------------------------- | ------------------------ | ------------------------ |
| 2025                     | جوائز الأكاديمية البريطانية للأفلام | أفضل فيلم رسوم متحركة    | والاس وغروميت: الانتقام المر | فوز                      | [ 6 ]                    |

## وصلات خارجية
- والاس وغروميت‎: الانتقام المر على موقع IMDb (الإنجليزية)
- والاس وغروميت‎: الانتقام المر على موقع ميتاكريتيك (الإنجليزية)
- والاس وغروميت‎: الانتقام المر على موقع روتن توميتوز (الإنجليزية)
- والاس وغروميت‎: الانتقام المر على موقع نتفليكس (الإنجليزية)
- والاس وغروميت‎: الانتقام المر على موقع ألو سيني (الفرنسية)
- والاس وغروميت‎: الانتقام المر على موقع فيلمافينيتي (الإسبانية)
- والاس وغروميت‎: الانتقام المر على موقع قاعدة بيانات الفيلم (الإنجليزية)
- والاس وغروميت‎: الانتقام المر على موقع ليتربوكسد (الإنجليزية)
- والاس وغروميت‎: الانتقام المر على موقع كينوبويسك (الروسية)